# Wiseł Czambor
Wiseł Czambor herbu Rogala (zm. zap. pod koniec 1393) – śląski rycerz, tenutariusz kruszwicki w latach 1390–1393. Syn Henryka Czambora z Kazanowa i Księgienic, z rodu Czamborów (późniejszych Tschammerów, von Tschammer).

## Życiorys
Po 9 maja 1389 Wiseł Czambor porwał matkę chrzestną króla Polski Władysława II Jagiełły Jadwigę z Melsztyna i jej córkę Elżbietę, którą poślubił. Przed 14 grudnia 1390 zostały one uwolnione przez morawskiego rycerza Jana z Jičina. Jan, uzyskawszy poparcie króla, poślubił Elżbietę, której małżeństwo z Czamborem uznano za nieważne. W międzyczasie, 19 listopada 1390 Czambor, wraz z braćmi Henrykiem i Janem ze Świerczowa, zawarł w Malborku układ z krzyżakami, zobowiązując się do siedmioletniej służby zakonowi wraz ze 100 kopijnikami i 100 strzelcami. Przymierze ponowił 1 stycznia 1391. 
Spiskowanie z zakonem i porwanie bliskiej królowi Elżbiety sprawiły, że jego relacje z Jagiełłą nie układały się poprawnie. Kilkakrotnie korzystał jeszcze z usług krzyżackich, między innymi wspólnie z bratem Henrykiem pożyczając od nich pieniądze. Prawdopodobnie porozumiał się również z księciem mazowieckim Siemowitem IV, z którym 24 lipca 1391 spotkał się na zamku w Brodnicy. Książę zwrócił wówczas Wisłowi 1500 grzywien za Kruszwicę, którą zastawił rycerzowi w 1384. W lipcu 1391 Wiseł odparł najazd wojsk polskich na Kruszwicę, które zostały wysłane w celu zajęcia ziem księcia opolskiego Władysława Opolczyka. 
Czambor był zaangażowany w liczne walki z wojewodą poznańskim Bartoszem z Odolanowa. 14 kwietnia 1392 Bartosz pojmał Wisła i osadził w Przedczu. 3 czerwca 1392 Przedecz został oblężony przez księcia mazowieckiego Siemowita, który próbował uwolnić Czambora. Z rozkazu Jagiełły odstąpił on jednak od oblężenia. Około 22 lipca 1392, po złożeniu 400 kop groszy okupu, Wiseł został ostatecznie uwolniony.
Uwięzienie Czambora przez Bartosza z Odolanowa uniemożliwiło mu walkę o prawa małżeńskie do Elżbiety. W 1393 przybył on do Krakowa, aby zemścić się na Janie z Jičina i odebrać mu prawowitą małżonkę. Został jednak zamordowany (gdy wychodził z łaźni) przez dwunastu kuszników działających z polecenia przeciwnika.